# Louroux-de-Bouble
Pour les articles homonymes, voir Louroux (homonymie).
Louroux-de-Bouble est une commune française située dans le département de l'Allier, en région Auvergne-Rhône-Alpes.

## Géographie

### Localisation
La commune est située sur le versant nord-ouest du massif cristallin des Colettes, entre la vallée de la Bouble et le vallon du Belon, qui coulent dans des gorges.
Ses communes limitrophes sont :
|                          | Vernusse          | Chirat-l'Église |
| Lapeyrouse (Puy-de-Dôme) | Louroux-de-Bouble |                 |
| Échassières              |                   | Coutansouze     |

### Voies de communication et transports
La commune est traversée par les routes départementales 129, reliant Target au nord-est à la Bosse (commune d'Échassières) au sud ; 185, reliant Coutansouze au sud-est à la gare de Lapeyrouse à l'ouest (où elle continue en D 519 dans le Puy-de-Dôme) ; 224 (vers Échassières chef-lieu, au sud-ouest) ; et 608, reliant Boutevin (hameau situé sur la D 185 au nord-ouest de la commune) à Vernusse, au nord.
La ligne de Commentry à Gannat traverse la commune, avec une gare SNCF où certains TER Auvergne-Rhône-Alpes Montluçon – Clermont-Ferrand s'arrêtent.

### Climat
Pour des articles plus généraux, voir Climat d'Auvergne-Rhône-Alpes et Climat de l'Allier.
En 2010, le climat de la commune est de type climat océanique dégradé des plaines du Centre et du Nord, selon une étude du CNRS s'appuyant sur une série de données couvrant la période 1971-2000. En 2020, Météo-France publie une typologie des climats de la France métropolitaine dans laquelle la commune est exposée à un climat de montagne ou de marges de montagne et est dans la région climatique Ouest et nord-ouest du Massif Central, caractérisée par une pluviométrie annuelle de 900 à 1 500 mm, maximale en automne et en hiver.
Pour la période 1971-2000, la température annuelle moyenne est de 10 °C, avec une amplitude thermique annuelle de 15,3 °C. Le cumul annuel moyen de précipitations est de 779 mm, avec 10,2 jours de précipitations en janvier et 7,5 jours en juillet. Pour la période 1991-2020, la température moyenne annuelle observée sur la station météorologique de Météo-France la plus proche, « Echassières_sapc », sur la commune d'Échassières à 6 km à vol d'oiseau, est de 10,3 °C et le cumul annuel moyen de précipitations est de 847,3 mm,. Pour l'avenir, les paramètres climatiques de la commune estimés pour 2050 selon différents scénarios d'émission de gaz à effet de serre sont consultables sur un site dédié publié par Météo-France en novembre 2022.

## Urbanisme

### Typologie
Au 1er janvier 2024, Louroux-de-Bouble est catégorisée commune rurale à habitat dispersé, selon la nouvelle grille communale de densité à 7 niveaux définie par l'Insee en 2022.
Elle est située hors unité urbaine et hors attraction des villes,.

### Occupation des sols

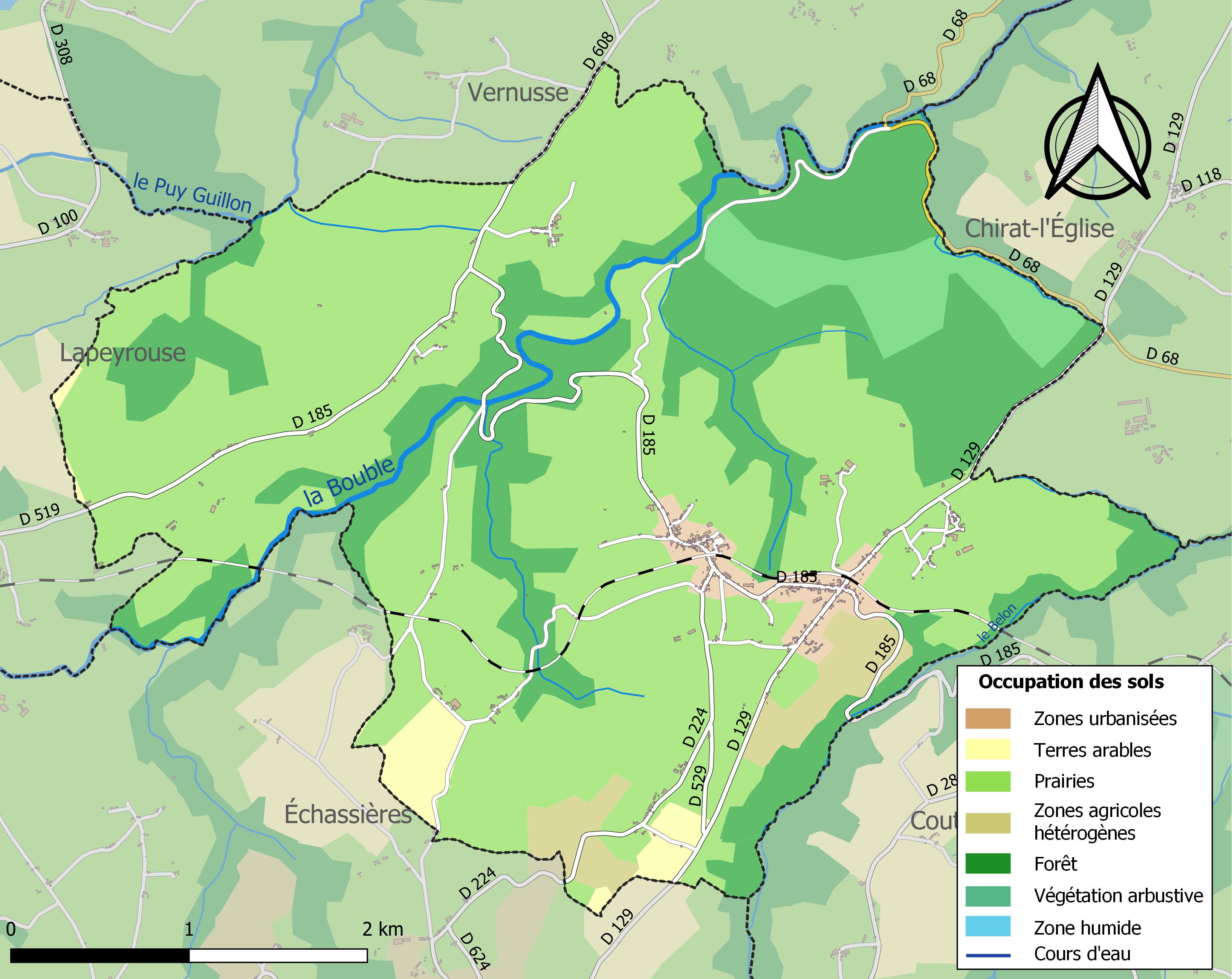
Carte des infrastructures et de l'occupation des sols de la commune en 2018 (CLC).

L'occupation des sols de la commune, telle qu'elle ressort de la base de données européenne d’occupation biophysique des sols Corine Land Cover (CLC), est marquée par l'importance des territoires agricoles (66,2 % en 2018), une proportion sensiblement équivalente à celle de 1990 (66,3 %). La répartition détaillée en 2018 est la suivante : 
prairies (61 %), forêts (27,4 %), milieux à végétation arbustive et/ou herbacée (4,1 %), zones agricoles hétérogènes (3 %), zones urbanisées (2,3 %), terres arables (2,2 %).
L'IGN met par ailleurs à disposition un outil en ligne permettant de comparer l’évolution dans le temps de l’occupation des sols de la commune (ou de territoires à des échelles différentes). Plusieurs époques sont accessibles sous forme de cartes ou photos aériennes : la carte de Cassini (XVIIIe siècle), la carte d'état-major (1820-1866) et la période actuelle (1950 à aujourd'hui).

## Toponymie
Les attestations anciennes sont Loroir au XIIIe siècle ; Oratorium en 1327 ; L'Horoir de Bouble en 1357 ; Oratorium super Bubulam au XVe siècle.
Le nom du village comporte l'élément Louroux, qui se retrouve dans le nom de trois autres communes de l'Allier (Louroux-Bourbonnais, Louroux-de-Beaune et Louroux-Hodement).
Louroux résulte de la francisation de l'appellatif oror, avec agglutination de l'article défini réduit à L' par élision. Oror procède lui-même du bas latin oratoriu(m) « oratoire ».
Le nom du village en bourbonnais du Croissant (zone où se rejoignent et se mélangent la langue occitane et la langue d'oïl) est donc L'Oror de Bubla mais dont la prononciation est sensiblement la même qu'en français.

## Histoire
Avant 1789, la paroisse faisait partie de l'ancienne province d'Auvergne.

## Politique et administration

### Découpage territorial
Depuis le 1er janvier 2017, afin que les arrondissements du département « correspondent à une meilleure cohérence administrative et [à une] adaptation aux bassins de vie », la commune est retirée de l'arrondissement de Montluçon pour être rattachée à celui de Vichy.

### Liste des maires
| Période                                  | Période                        | Identité          | Étiquette | Qualité     |
| ---------------------------------------- | ------------------------------ | ----------------- | --------- | ----------- |
| Les données manquantes sont à compléter. |                                |                   |           |             |
| mars 1971                                | mars 1989                      | René Combemorel   |           |             |
| mars 1989                                | mars 2008                      | Serge Ferrandon   |           |             |
| mars 2008                                | mai 2020                       | Gérard Boissonnet |           |             |
| mai 2020                                 | En cours (au 19 décembre 2020) | Arnaud Debrade    |           | Vétérinaire |

## Population et société

### Démographie
L'évolution du nombre d'habitants est connue à travers les recensements de la population effectués dans la commune depuis 1793. Pour les communes de moins de 10 000 habitants, une enquête de recensement portant sur toute la population est réalisée tous les cinq ans, les populations de référence des années intermédiaires étant quant à elles estimées par interpolation ou extrapolation. Pour la commune, le premier recensement exhaustif entrant dans le cadre du nouveau dispositif a été réalisé en 2006.

En 2022, la commune comptait 228 habitants, en évolution de −6,17 % par rapport à 2016 (Allier : −1,38 %, France hors Mayotte : +2,11 %).
| 1793 | 1800 | 1806 | 1821 | 1831 | 1836 | 1841 | 1846 | 1851 |
| ---- | ---- | ---- | ---- | ---- | ---- | ---- | ---- | ---- |
| 532  | 560  | 537  | 733  | 685  | 706  | 728  | 680  | 639  |

| 1856 | 1861 | 1866 | 1872 | 1876 | 1881 | 1886 | 1891 | 1896 |
| ---- | ---- | ---- | ---- | ---- | ---- | ---- | ---- | ---- |
| 589  | 573  | 566  | 663  | 740  | 802  | 792  | 746  | 760  |

| 1901 | 1906 | 1911 | 1921 | 1926 | 1931 | 1936 | 1946 | 1954 |
| ---- | ---- | ---- | ---- | ---- | ---- | ---- | ---- | ---- |
| 728  | 728  | 743  | 587  | 643  | 641  | 622  | 577  | 571  |

| 1962 | 1968 | 1975 | 1982 | 1990 | 1999 | 2006 | 2011 | 2016 |
| ---- | ---- | ---- | ---- | ---- | ---- | ---- | ---- | ---- |
| 528  | 403  | 339  | 303  | 268  | 283  | 290  | 274  | 243  |

| 2021 | 2022 | - | - | - | - | - | - | - |
| ---- | ---- | - | - | - | - | - | - | - |
| 229  | 228  | - | - | - | - | - | - | - |

## Culture et patrimoine

### Lieux et monuments
- Église Saint-Laurent (XIIIe siècle, remaniée au XIXe siècle).

### Personnalités liées à la commune
- Eugène Sinturel (1882-1960), poète, directeur d'école, résistant[24].

### Héraldique
| Blason de Louroux-de-Bouble | Blason  | De sinople à la fasce ondée d’argent accompagnée en chef d’un oratoire d’or accosté de deux tours du même et en pointe d’une tour aussi d’or. |
| Blason de Louroux-de-Bouble | Détails | Le statut officiel du blason reste à déterminer.                                                                                              |